# Enrico Lancia
Enrico Lancia (Messina, 21 novembre 1932) è un critico cinematografico e storico del cinema italiano.

## Biografia
Appassionato di cinema, insieme a Roberto Chiti è tra i primi sin dal dopoguerra immediato a raccogliere dati completi sui film italiani. Nel 1970 partecipa a Rischiatutto, popolare gioco a quiz televisivo condotto da Mike Bongiorno, presentandosi sulla materia della storia del cinema statunitense, e diventando campione per una sola puntata.
Nel 1983 inizia a scrivere di cinema collaborando insieme a Piero Pruzzo per un volume della collana Le Stelle Filanti dell'Editore Gremese di Roma dedicato all'attore Amedeo Nazzari. Quattro anni più tardi collabora con Stefano Masi per un volume sul regista Roberto Rossellini ma è dai primi anni novanta, con la pubblicazione di un volume dedicato a Peppino De Filippo e soprattutto del monumentale Dizionario del cinema italiano insieme a Chiti, Roberto Poppi, Mario Pecorari e Andrea Orbicciani che la sua attività si intensifica.
Ha pubblicato una quindicina di opere dedicate al cinema, privilegiando soprattutto quello italiano; specializzatosi nel riconoscere i timbri della voce dei doppiatori italiani, da diversi anni fa parte della giuria del Festival del Doppiaggio Voci nell'Ombra, che premia i migliori doppiaggi italiani. Nel 2013 ha pubblicato il settimo volume del Dizionario del cinema italiano, dedicato ai film tra il 2001 e il 2010.

## Opere
- Amedeo Nazzari con Piero Pruzzo, collana Le Stelle Filanti, Gremese Editore, Roma (1983)
- I film di Roberto Rossellini con Stefano Masi, Gremese Editore, Roma (1987)
- Peppino De Filippo con Enrico Giacovelli, Gremese Editore, Roma (1992)
- Dizionario del cinema italiano. I film dal 1930 al 1944, vol. 1, Gremese Editore, Roma (1993, seconda edizione del 2005)
- I premi del cinema, Gremese Editore, Roma (1998)
- Dizionario del cinema italiano. Le attrici, con Roberto Chiti, Roberto Poppi e Andrea Orbicciani, Gremese Editore, Roma (1999)
- Fragili e virtuali. Il divismo di fine millennio, con prefazione di Enrico Ghezzi, Cosmopoli Editore, Roma (2000)
- Sophia Loren, con Stefano Masi, Gremese Editore, Roma (2001)
- Vittorio Martinelli, Renato Minore e Enrico Lancia, Carabinieri nel cinema, Edizioni dell'Arma dei Carabinieri, 2001, ISBN 978-88-89242-09-4.
- Dizionario del cinema italiano. I film dal 1990 al 2000, vol. 6, Gremese Editore, Roma (2002)
- Dizionario del cinema italiano. Gli attori, con Roberto Chiti, Roberto Poppi e Andrea Orbicciani, Gremese Editore, Roma (2003)
- The best of Hollywood. Le stelle dei sogni, con Massimo Giraldi e Fabio Melelli, Gremese Editore, Roma (2005)
- Dizionario del cinema italiano. Le attrici straniere del nostro cinema, con Fabio Melelli, Gremese Editore, Roma (2005)
- Dizionario del cinema italiano. Gli attori stranieri del nostro cinema, con Fabio Melelli, Gremese Editore, Roma (2006)
- Cento caratteristi del cinema italiano, con Massimo Giraldi e Fabio Melelli, Gremese Editore, Roma (2006)
- Claudia Cardinale, con Fabio Melelli, Gremese Editore, Roma (2009)
- Il doppiaggio del cinema italiano, Bulzoni Editore (2010)
- Dizionario del cinema italiano. I film dal 2001 al 2010, vol. 7, Gremese Editore, Roma (2013)
- I film di Aldo Fabrizi, con Fabio Melelli, Gremese Editore, Roma (2016)